# Qashqai (volk)

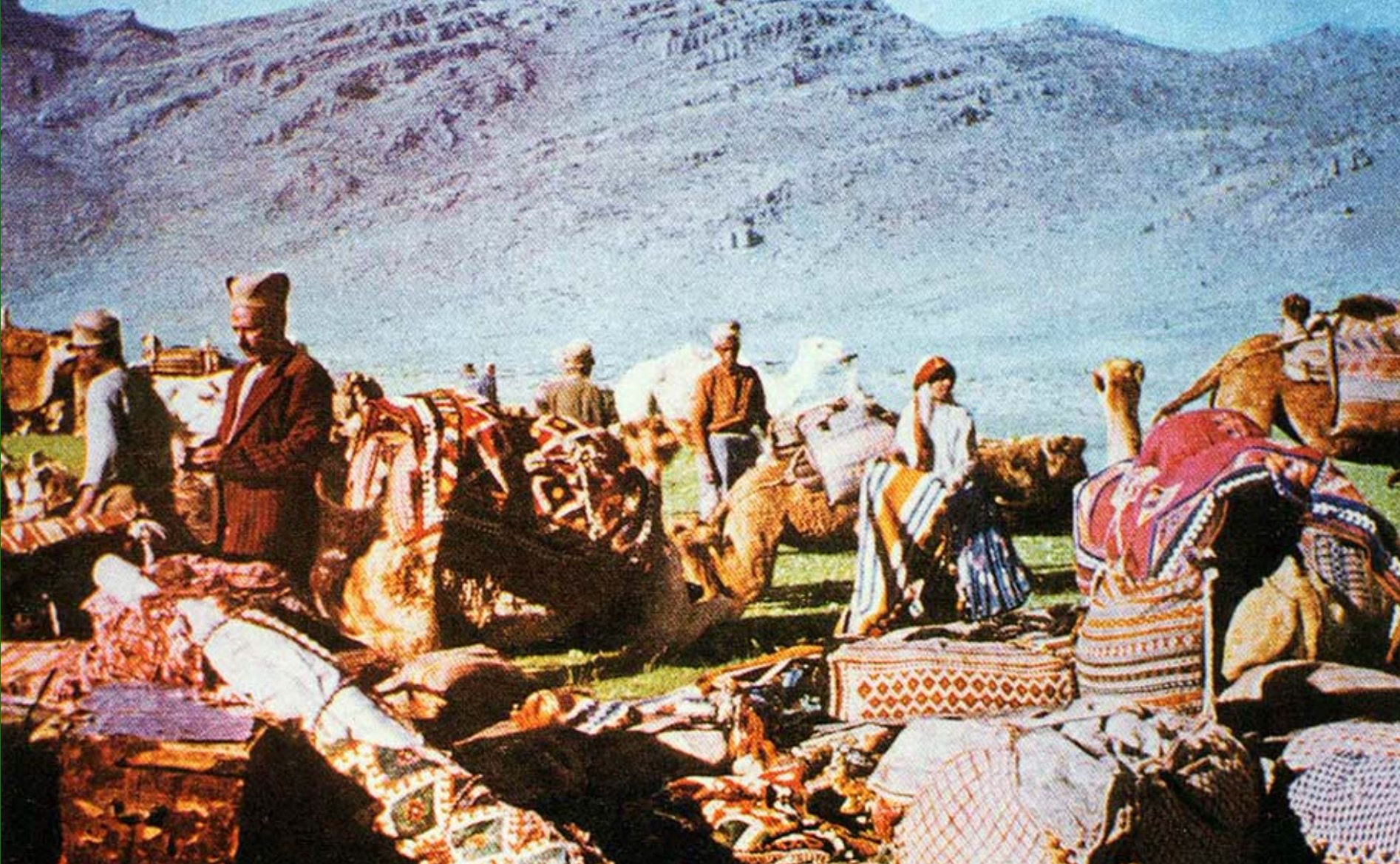

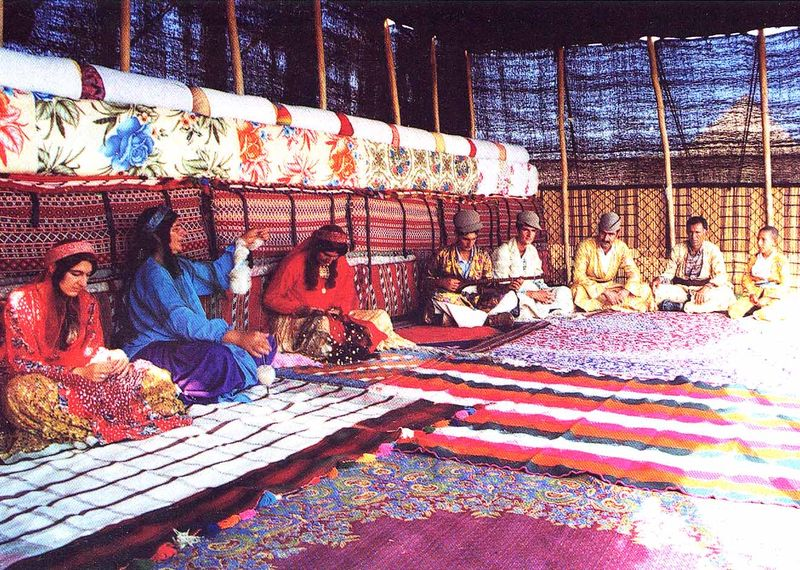

De Qashqai  is een nomadenvolk dat een Turkse taal spreekt, het gelijknamige Qashqai, en dat leeft in het Zagrosgebergte in het zuiden van Iran.
Dit volk heeft een belangrijke rol gespeeld in de geschiedenis van Iran. Ze trekken rond op zoek naar weiden en voedsel voor het vee en doen dat al eeuwenlang op de aloude manier, met kamelen, paarden, muilezels en ezels die gebruikt worden om hun bezittingen te vervoeren. De mannen en vrouwen dragen kleurrijke kleding, feloranje en roze, rood, blauw, bruin en kaki. Ze gebruiken daarvoor uitsluitend natuurlijke materialen en verfstoffen. De Qashqai-kleden die door de vrouwen worden gemaakt, zijn wereldberoemd.